# Gare de Drap - Cantaron
Gare de Drap - Cantaron vasútállomás Franciaországban, Cantaron településen.

## Vasútvonalak
Az állomást az alábbi vasútvonalak érintik:
- Nizza-Breglio-vasútvonal

## Kapcsolódó állomások
A vasútállomáshoz az alábbi állomások vannak a legközelebb:
- Gare de La Trinité-Victor